# Ситне-Щелкановский сельский округ
Ситне-Щелкановский сельский округ — упразднённая административно-территориальная единица, существовавшая на территории Ступинского района Московской области в 1994—2006 годах.
Ситне-Щелкановский сельсовет был образован в первые годы советской власти. По данным 1921 года он входил в состав Жилёвской волости Серпуховского уезда Московской губернии.
24 марта 1924 года Жилёвская волость была передана в Каширский уезд.
В 1927 году из Ситне-Щелкановского с/с был выделен Савинский с/с.
В 1926 году Ситне-Щелкановский с/с включал село Ситне-Щелканово, деревни Починки, Псарёво и Савино, а также посёлок химзавода и сторожку.
В 1929 году Ситне-Щелкановский с/с был отнесён к Михневскому району Серпуховского округа Московской области. При этом к нему был присоединён Савинский с/с.
17 июля 1939 года к Ситне-Щелкановскому с/с было присоединено селение Жилёво упразднённого Шматовского с/с.
15 марта 1944 года Ситне-Щелкановский с/с был передан в административное подчинение городу Ступино.
9 июля 1952 года селение Жилёво было выведено из состава Ситне-Щелкановского с/с и преобразовано в рабочий посёлок.
14 июня 1954 года к Ситне-Щелкановскому с/с был присоединен Матвейковский сельсовет. При этом центр Ситне-Щелкановского с/с был перенесён в селение Псарёво.
17 марта 1959 года к Ситне-Щелкановскому с/с был присоединен Алеевский с/с.
3 июня 1959 года Ситне-Щелкановский с/с вошёл в новообразованный Ступинский район.
20 августа 1960 года Ситне-Щелкановский с/с был упразднён, при этом селение Алеево было передано в Новосёлковский с/с, а остальные его населённые пункты — в Староситненский с/с. Однако уже 30 сентября 1960 года это решение было отменено и Ситне-Щелкановский с/с восстановлен в прежнем составе.
5 сентября 1961 года из Ситне-Щелкановского с/с в Староситненский были переданы селения Аксинькино, Воскресенки, Колдино и Колюпаново.
1 февраля 1963 года Ступинский район был упразднён и Ситне-Щелкановский с/с вошёл в Ступинский сельский район. 11 января 1965 года Ситне-Щелкановский с/с был возвращён в восстановленный Ступинский район.
5 апреля 1967 года селения Аксинькино, Воскресенки, Колдино и Колюпаново были возвращены из Староситненского с/с в Ситне-Щелкановский.
3 февраля 1994 года Ситне-Щелкановский с/с был преобразован в Ситне-Щелкановский сельский округ.
В ходе муниципальной реформы 2004—2005 годов Ситне-Щелкановский сельский округ прекратил своё существование как муниципальная единица. При этом все его населённые пункты были переданы в городское поселение Ступино.
29 ноября 2006 года Ситне-Щелкановский сельский округ исключён из учётных данных административно-территориальных и территориальных единиц Московской области.